# 보잉 E-4
보잉 E-4(영어: Boeing E-4)는 미국 공군이 운용하는 군용기 중 하나로 프로젝트 명칭은 나이트 워치(Night watch)로도 통칭된다.

## 개요
핵전쟁의 대응을 전제로 하고 있기 때문에 탑재하는 전자기에 핵폭발에 의한 EMP에 대한 쉴드가 탑재되어 있다. 탑재하는 통신 기기를 개입시킨 미군 ICBM 부대, SLBM 부대, 전략폭격 부대의 지휘 능력을 가진다.
이 기는 네브래스카주 오펏 공군 기지의 공군 제 55 항공단에 소속해 4기가 취항하고 있다. 항공 전투 군단이 관리를 실시해 미국 전략 사령부의 지휘를 받는다.
E-4는 EC-135의 후계기로서 발주되었다. 1974년 3개의 E-4 A가 퇴역하고 대폭적인 개수가 이루어진 E-4 B가 1980년에 취항을 개시해 1985년까지 전기를 B형에 개수했다. 2009년 퇴역을 개시했고 2015년까지 전량 퇴역 시킬 예정이었으나, 2020년까지도 사용되고 있다. 덧붙여 E-4 취항시에 대통령 전용기(에어 포스 원)에는 VC-25이 이용되고 있어 E-4는 어디까지나 유사용의 기체였다.
미국 대통령의 가까운 곳에는 반드시 1대 이상의 E-4B가 대기해 대통령이 에어 포스 원(VC-25)에 올라 외유 하는 경우등에서도 반드시 수행한다.
2001년 9월 11일에 발생한 9·11 테러 사건 발생 직후의 당일에 워싱턴 D.C. 상공을 비행하고 있는 모습을 CNN가 촬영하고 있었지만, 미국 정부 공식 보고안에 같은 비행기에 관한 언급은 없었다.

## 개조
E-4B의 베이스인 보잉 747-200B와 기본적으로 비행 성능은 같다. 그러나 임무에 응한 개조가 이루어지고 있다.
내장의 변경
캐빈내에 국가 지휘권한작업 구획, 회의실, 브리핑룸, 전투 작업실, 통신관제 센터, 휴게실 등 설치하고 있다.
공중 급유수유 장치의 부여
임무의 특성상 장시간 공중에 머물 가능성이 있는 것부터 공중수유 설비를 갖춘다. 그러나 엔진 오일은 공중 급유에 의해서 보충할 수 없기 때문에 엔진 오일이 없어지는 72시간까지 비행 능력을 유지할 수 있다. 덧붙여 무급유에서 12시간의 항속 능력을 가진다.
각종 전자기의 추가
탑재된 전자기기는 핵폭발에 의한 EMP에 대항하기 위한 쉴드를 탑재하고 있다. EHF(1-10밀리미터의 전파) 통신에 의한 위성통신 능력, VLF(초장파) 통신에 의한 대잠수함 통신 능력등 갖춘다. 기체 상부의 불룩함은 EHF 안테나와 LF/VLF 안테나는 길이 6 킬로미터로 기체 꼬리 부분으로부터 예항한다.

## 기능

### 상부 데크
- 플라이트 데크 : 콕피트에 기장과 부조종사, 항공기 세키코토, 네비게이터가 승무한다. 플라이트 크루의 라운지·선잠 구획 등은 플라이트 데크 후방에 설치되어 있다.

### 중앙 데크
- 회의실과 영사실 : 회의용의 구획으로 그 뒷부분에 프로젝터 영사실이 있다. 영사실에서 브리핑 룸에서 표시되는 영상을 컨트롤 하고 있다.
- 국가 지휘권한작업 구획 : 국가 지휘권한작업 구획은 대통령 전용의 구획으로 집무실, 선잠 침대, 탈의실을 비치하고 있다.
- 브리핑룸 : 작전 계획의 정보 전달브리핑을 실시한다. 책상에서 21개의 의자를 이용할 수 있다. 브리핑룸 후방에 2개의 프로젝터를 가진다.
- 통신관제 구획 : 기체에 탑재되고 있는 통신 장치등의 컨트롤을 실시하는 구획하며 데이터를 취급하는 구획과 음성 통신을 취급하는 구획으로 나눌 수 있고 있다.
- 플라이트, 아비오닉스 구획 : 이 구획에 전체의 전원 패널이나 항공용 전자기기의 본체, 액체 산소 탱크등이 설치되어 있다. 또한 응급 수리용의 스페어 파트도 수납되고 있다.

### 하부 데크
- 전방 하부 장비품 구획 : 이 구획에 VLF 통신기 본체나 SHF 통신기 본체가 설치되어 있다.
- 후방 하부 장비품 구획 : 유지 보수 콘솔과 작전 전용의 장비등이 설치된다.
- 하부 안테나 구획 : 6 킬로미터의 예항식 안테나가 수납되고 있다.

## 호칭의 변천
EC-135의 후속기로 발주된 당초의 호칭은 발전형 공중 국가 지휘소에서 국가 긴급 공중 지휘소로 호칭이 변경된다. 1994년 이후 냉전 구조의 붕괴에 의해서 핵전쟁이 박두한 위기도 없어져 대규모 재해에 대응을 위해서 FEMA 장관의 요청으로 재해가 난 지역을 지원 하도록 했다. 이 때문에 전술한 현재의 호칭으로 변경되었다. 또한 E-4는 전면 핵전쟁의 지휘를 목적으로 한 기체로 지구 최후의 날의 비행기라고 불린다.

## 제원
- 폭: 59.64m
- 길이: 70.51m
- 높이: 19.33m
- 날개 면적: 510.95m
- 자중: 180,000 kg
- 완비 중량: 362,900 kg
- 최고 속도: 마하 0.86
- 엔진: GE CF6-50 E2 터보팬 엔진 4기

## 픽션
- 토탈 피아즈(2002년 미국 영화)

## 같이 보기
- 보잉 VC-25
- 보잉 757
- 일류신 Il-87
- 안토노프 An-225